# O Galope do Tempo
O Galope do Tempo é um álbum de Marcelo Nova lançado em 2005. Marcelo levou 13 anos para reunir as composições, todas carregadas por suas visões e reflexões sobre o céu e o inferno, a morte e o ocultismo, e regadas a muito rock e blues.

## Faixas
Todas as faixas escritas e compostas por Marcelo Nova. 
| N.º | Título                              | Duração |  |
| 1.  | "Fecundado"                         | 4:50    |  |
| 2.  | "O Galope do Tempo"                 | 3:27    |  |
| 3.  | "Outubro de 65"                     | 3:49    |  |
| 4.  | "Ninguém Vai Sair Vivo Daqui"       | 3:41    |  |
| 5.  | "Um Passo pra Frente Dois pra Trás" | 3:54    |  |
| 6.  | "A Balada do Perdedor"              | 6:32    |  |
| 7.  | "Angel"                             | 5:53    |  |
| 8.  | "Algumas Vezes"                     | 3:58    |  |
| 9.  | "Poeira no Chão"                    | 3:54    |  |
| 10. | "Inêz Dorme"                        | 4:18    |  |
| 11. | "O Fantasma de Luis Buñuel"         | 7:49    |  |
| 12. | "A Torre Escura"                    | 3:32    |  |
| 13. | "O Deus de Deus"                    | 3:05    |  |
| 14. | "O Sonho"                           | 2:19    |  |
| 15. | "Fim de Festa"                      | 3:38    |  |
| 16. | "A Canção da Morte (A. G. Blues)"   | 3:25    |  |